# Peter Malm
Peter Malm, född 22 september 1800 i Jakobstad, död 7 augusti 1868 i Stockholm, var en finlandssvensk skeppsredare. Han var far till Otto Malm.
Peter Malm studerade vid Åbo akademi innan han från 1818 till 1824 verkade inom handeln i Liverpool. År 1823 startade han en egen rörelse i Jakobstad, och 1840 hade han arbetat upp sig till Finlands största skeppsredare med en flotta på 13 fartyg. Han var den förste finländske redare som sände sina skepp till transoceana länder. Hans bark Hercules genomförde mellan 1844 och 1847 under befäl av kapten Petter Gustaf Idman den första finländska världsomseglingen.
Krimkriget innebar ett svårt bakslag för hans verksamhet.

## Utmärkelser
- Sankt Stanislausorden, tredje klass[2]
- Riddare av Vasaorden[2]

[Redigera Wikidata]